# خروف أسود (فلم)
خروف أسود (بالإنجليزية: Black Sheep) هو فيلم رعب كوميدي نيوزيلندي من إخراج جوناثان كينغ سنة 2006، وبطولة كل من ناثان مايستر ودانييل ميسون وبيتر فيني وتامي ديفيز.

## القصة
تدور أحداث الفيلم في إطار رعب خيالي ممزوج ببعض الإثارة؛ حيث تجربة علمية في مجال الجينات والهندسة الوراثية، يتم إجراؤها علي الخرفان والأغنام، لتتحول تلك الكائنات المسالمة بشدة إلى قتلة دمويين ووحوش متعطشة بشدة للدماء، وتجوب تلك المخلوقات حقول ومزارع نيوزيلندا لتنشر الرعب والدمار.

## روابط خارجية
- مقالات تستعمل روابط فنية بلا صلة مع ويكي بيانات